# Attonda adspersa
Attonda adspersa là một loài bướm đêm trong họ Erebidae.

## Hình ảnh

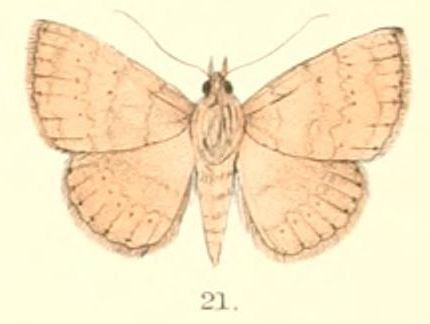